# كيت لين شيل
كيت لين شيل (بالإنجليزية: Kate Lyn Sheil)‏ هي ممثلة أمريكية ولدت في يوم 13 يونيو 1985 في مدينة نيوجيرسي في الولايات المتحدة. بدأت التمثيل في سنة 2007. مثلت في فيلم أنت التالي في سنة 2011، وفيلم الشمس لا تشرق في سنة 2012، وفيلم نظائر في سنة 2015 ومسلسل بيت البطاقات.